# Campionat del Món d'atletisme de 1983 - 3.000 metres obstacles
Els 3.000 metres obstacles al Campionat del Món d'atletisme de 1983 van tenir lloc a l'estadi Olímpic de Hèlsinki dels dies 9 al 12 d'agost.
47 atletes van participar en la prova. L'alemany Patriz Ilg va guanyar la medalla d'or, la seva única medalla a uns Campionats del Món d'atletisme.

## Medallistes
| Or     | Patriz Ilg Alemanya Occidental (FRG) |
| Argent | Bogusław Mamiński Polònia (POL)      |
| Bronze | Colin Reitz Regne Unit (GBR)         |

## Rècords
| Rècords abans del Campionat del Món d'atletisme de 1983     | Rècords abans del Campionat del Món d'atletisme de 1983 | Rècords abans del Campionat del Món d'atletisme de 1983 | Rècords abans del Campionat del Món d'atletisme de 1983 | Rècords abans del Campionat del Món d'atletisme de 1983 |
| ----------------------------------------------------------- | ------------------------------------------------------- | ------------------------------------------------------- | ------------------------------------------------------- | ------------------------------------------------------- |
| Rècord del Món                                              | Henry Rono (KEN)                                        | 8:05.4                                                  | 13 de maig de 1978                                      | Seattle, Estats Units                                   |
| Rècord del Campionat                                        | Nova prova                                              | Nova prova                                              | Nova prova                                              | Nova prova                                              |
| Rècords establerts al Campionat del Món d'atletisme de 1983 |                                                         |                                                         |                                                         |                                                         |
| Rècord del Campionat                                        | Patriz Ilg (FRG)                                        | 8:15.06                                                 | 12 d'agost de 1983                                      | Hèlsinki, Finlàndia                                     |

## Resultats

### Final
La final va tenir lloc el 12 d'agost.
| Pos.              | Atleta                    | Temps   |
| ----------------- | ------------------------- | ------- |
| Medalla d'or      | Patriz Ilg (FRG)          | 8:15.06 |
| Medalla de plata  | Bogusław Mamiński (POL)   | 8:17.03 |
| Medalla de bronze | Colin Reitz (GBR)         | 8:17.75 |
| 4.                | Joseph Mahmoud (FRA)      | 8:18.32 |
| 5.                | Roger Hackney (GBR)       | 8:19.38 |
| 6.                | Graeme Fell (GBR)         | 8:20.01 |
| 7.                | Julius Korir (KEN)        | 8:20.11 |
| 8.                | Henry Marsh (USA)         | 8:20.45 |
| 9.                | Mariano Scartezzini (ITA) | 8:21.17 |
| 10.               | Domingo Ramón (ESP)       | 8:21.32 |
| 11.               | Hagen Melzer (GDR)        | 8:21.33 |
| 12.               | Tommy Ekblom (FIN)        | 8:21.50 |

### Semifinals
Les semifinals van tenir lloc el 10 d'agost. Els cinc primers atletes de cada semifinal i els dos millors temps avançaven a la final.
| Pos. | Atleta                     | Temps   |
| ---- | -------------------------- | ------- |
| 1.   | Colin Reitz (GBR)          | 8:22.91 |
| 2.   | Hagen Melzer (GDR)         | 8:23.10 |
| 3.   | Henry Marsh (USA)          | 8:23.18 |
| 4.   | Tommy Ekblom (FIN)         | 8:23.28 |
| 5.   | Mariano Scartezzini (ITA)  | 8:23.30 |
| 6.   | Francisco Sánchez (ESP)    | 8:23.92 |
| 7.   | Panayot Kashanov (BUL)     | 8:31.95 |
| 8.   | Richard Tuwei (KEN)        | 8:33.29 |
| 9.   | Pascal Debacker (FRA)      | 8:36.16 |
| 10.  | William Van Dijck (BEL)    | 8:39.01 |
| 11.  | Rainer Schwarz (FRG)       | DNF     |
| —    | Krzysztof Wesolowski (POL) | DNS     |

| Pos. | Atleta                  | Temps   |
| ---- | ----------------------- | ------- |
| 1.   | Bogusław Mamiński (POL) | 8:20.81 |
| 2.   | Patriz Ilg (FRG)        | 8:20.83 |
| 3.   | Julius Korir (KEN)      | 8:21.07 |
| 4.   | Joseph Mahmoud (FRA)    | 8:21.29 |
| 5.   | Domingo Ramón (ESP)     | 8:21.61 |
| 6.   | Roger Hackney (GBR)     | 8:22.44 |
| 7.   | Graeme Fell (GBR)       | 8:23.22 |
| 8.   | Brian Diemer (USA)      | 8:23.39 |
| 9.   | Peter Renner (NZL)      | 8:25.72 |
| 10.  | Gábor Markó (HUN)       | 8:32.42 |
| 11.  | Shigeyuki Aikyo (JPN)   | 8:33.29 |
| 12.  | Kip Rono (KEN)          | 8:33.97 |

### Sèries classificatòries
Les sèries van tenir lloc el 9 d'agost. Els sis primers atletes de cada sèrie i els tres millors temps avançaven a les semifinals.
| Pos. | Atleta                    | Temps   |
| ---- | ------------------------- | ------- |
| 1.   | Julius Korir (KEN)        | 8:26.63 |
| 2.   | Domingo Ramón (ESP)       | 8:27.19 |
| 3.   | Henry Marsh (USA)         | 8:27.46 |
| 4.   | Rainer Schwarz (FRG)      | 8:27.71 |
| 4.   | Graeme Fell (GBR)         | 8:27.71 |
| 6.   | Gábor Markó (HUN)         | 8:27.72 |
| 7.   | Mariano Scartezzini (ITA) | 8:28.27 |
| 8.   | Joseph Mahmoud (FRA)      | 8:29.34 |
| 9.   | Shigeyuki Aikyo (JPN)     | 8:31.27 |
| 10.  | Peter Daenens (BEL)       | 8:39.66 |
| 11.  | Ilkka Äyräväinen (FIN)    | 8:46.23 |
| 12.  | Flemming Jensen (DEN)     | 8:56.57 |

| Pos. | Atleta                     | Temps   |
| ---- | -------------------------- | ------- |
| 1.   | Krzysztof Wesolowski (POL) | 8:27.08 |
| 2.   | Panayot Kashanov (BUL)     | 8:29.15 |
| 3.   | Kip Rono (KEN)             | 8:29.25 |
| 4.   | Tommy Ekblom (FIN)         | 8:30.74 |
| 5.   | Roger Hackney (GBR)        | 8:30.90 |
| 6.   | William Van Dijck (BEL)    | 8:32.33 |
| 7.   | Rickey Pittman (USA)       | 8:32.62 |
| 8.   | Brendan Quinn (IRL)        | 8:34.02 |
| 9.   | Hamid Homada (MAR)         | 8:34.59 |
| 10.  | Juan Torres (ESP)          | 8:41.87 |
| 11.  | Mark Adam (CAN)            | 9:15.18 |
| 12.  | Hana Girma (ETH)           | 9:31.81 |

| Pos. | Atleta                  | Temps   |
| ---- | ----------------------- | ------- |
| 1.   | Colin Reitz (GBR)       | 8:22.78 |
| 2.   | Bogusław Mamiński (POL) | 8:22.79 |
| 3.   | Patriz Ilg (FRG)        | 8:22.97 |
| 4.   | Richard Tuwei (KEN)     | 8:23.88 |
| 5.   | Hagen Melzer (GDR)      | 8:24.23 |
| 6.   | Brian Diemer (USA)      | 8:24.92 |
| 7.   | Peter Renner (NZL)      | 8:25.66 |
| 8.   | Francisco Sánchez (ESP) | 8:25.92 |
| 9.   | Pascal Debacker (FRA)   | 8:30.79 |
| 10.  | Carmelo Ríos (PUR)      | 8:47.19 |
| 11.  | Eshetu Tura (ETH)       | 8:53.86 |